# 薰妮
薰妮（英語：Fanny Wang，1956年1月19日—），香港女歌手及演員；主要活躍于七十至八十年代，1988年結婚後淡出演藝圈，移民加拿大。2005年宣布復出，然而2008年起又因病長期休養，僅偶爾擔任演唱會嘉賓。

## 生平履歷

### 早年
薰妮在1956年於香港出生，未入娛樂圈前曾在新都城當傳菜員。
她在其個人博客的自我介紹：
「我是一位香港歌星、演員，也做過電視節目主持，亦當過司儀。十五六歲便入行，年青時灌過10張大碟和幾張雜錦碟，共百多首歌，也拍了不少電視單元劇，因為做歌手已很忙，没有太多時間拍長劇，偶爾拍下歌唱特輯，這些歷程都豐富了我的人生，堆積了大量人生經驗。」

### 加入乐坛
她於1977年出道，當年她只有21歲，因以其磁性聲線演唱《每當變幻時》深入民心，唱片銷量超過15萬張，並入選香港電台第一屆十大中文金曲。其後加入無綫電視，曾拍攝劇集《論盡天堂》擔任女主角，與盧大偉飾演夫妻，共加演至28集。
1981年，薰妮離開香港，到日本東京音樂學院福岡分校深造音樂一年半，學習唱歌、發聲、五線譜樂理、爵士舞及日本舞。
其後，薰妮曾跳槽到亞洲電視，拍過《清末四大奇案》等電視劇。1986年曾在《電視先生競選》準决賽節目中表演跳舞。
薰妮曾經於1988年結婚，婚後曾退出娛樂圈，移民加拿大多倫多，1997年離婚，2005年復出，曾於多倫多舉辦《薰妮輕唱淺談慈善夜》演唱會，並於中國廣州拍攝兩部古裝電視劇。

### 婚后復出
2007年11月1日至4日，參與在紅磡體育館舉行的《我們的世紀金曲演唱會》。之後不久發現患上子宮瘤，經切割手術後，不幸因手術輸血而感染怪病，出現手腳腫痛及骨痛，2008年證實患上紅斑狼瘡症，當被太陽曬會引起皮膚敏感。2012年與夏韶聲、林志美與葉振棠等藝人合演出高志森監製，於新光戲院公演的音樂舞台劇《麗花皇宮2012》。
2016年6月至7月，參與节目《乐坛词圣卢国沾》以及《歌词大师卢国沾作品演唱会》；多谢卢国沾对她多年的栽培。

### 政治立場
薰妮曾參與支持港版國安法的聯署。

## 家庭
薰妮曾經於1988年結婚，丈夫從事金融業。婚後曾退出娛樂圈，與家人移居加拿大多倫多，並育有一子一女；但因被其丈夫醉後失控毆打4次，最後於1997年離婚，子女則與前夫生活。她曾因情緒不穩，被醫生診斷為初期抑鬱症患者，2005年復出。

## 主唱名曲舉隅
- 《每當變幻時》（作曲：古贺政男、作词：卢国沾）
- 《鮮花輕餽贈》
- 《夢》（又名《當年十四歲》；作曲：顾嘉煇、作词：卢国沾）
- 《故乡的雨》（作曲：遠藤實、作词：郑国江）
- 《小小燭光》
- 《此路或如何》
- 《遠方斜陽路》
- 《浮雲倚山崗》（作曲：馬飼野俊一、作词：卢国沾）
- 《漁港的海風》
- 《雨呀，你聽住》
- 《又見別離愁》
- 《孩子，不要難過》（作词：卢国沾）

## 音樂專輯
- 《每當變幻時》     (1977年) LP <WLLP-922>  CD <WHCD-1089>
- 《又見別離愁》     (1978年) LP <WLLP-929>  CD <WHCD-1090>
- 《故鄉的雨》       (1979年) LP <WLLP-938>  CD <WHCD-1105>
- 《霧裡玫瑰》       (1980年) LP <WLLP-968>  CD <WHCD-1106>
- 《相逢有如夢中》   (1980年) LP <WLLP-978>  CD <WHCD-1109>
- 《孩子，不要難過》 (1981年) LP <WLLP-985>  CD <WHCD-1110>
- 《薰妮金曲》       (1981年) LP <WLLP-988>  CD <WHCD-1152>
- 《夢》             (1983年) LP <WLLP-2913> CD <WHCD-1117>
- 《淡 / 小巷頭》    (1984年) LP <WLLP-2922> CD <WHCD-1118>
- 《玻璃牆上的一吻》 (1985年) LP <WLLP-2939> CD <WHCD-1119>
- 《勁舞的女孩》 (國語大碟)(2001年)           CD <WHCD-1126>

## 電視劇
- 新CID
- 同居房客

### 媒體報道（待整理）
- . 星島日報 (Calgary). 2013-12-24  [2014-09-08]. （原始内容存档于2014-09-10）.

## 外部連結
- 薰妮 (Fanny) 的 Facebook 頁面
- 薰妮在 Blogger 上的博客：薰小姐生活空間 （页面存档备份，存于）